# نينا تابيو
نينا تابيو (بالفنلندية: Nina Tapio)‏ هي كاتبة غنائية ومغنية فنلندية، ولدت في 24 فبراير 1972.

## وصلات خارجية
- نينا تابيو على موقع IMDb (الإنجليزية)
- نينا تابيو على موقع ميوزك برينز (الإنجليزية)
- نينا تابيو على موقع ديسكوغز (الإنجليزية)